# Cnaphalocrocis didialis
Cnaphalocrocis didialis is een vlinder uit de familie van de grasmotten (Crambidae), uit de onderfamilie van de Spilomelinae. De wetenschappelijke naam van deze soort is voor het eerst voorgesteld als Marasmia didialis door Pierre Viette in een publicatie uit 1958.
De soort komt voor in Madagaskar.